# 井原哲夫
井原 哲夫（いはら てつお、1939年6月7日 -）は、日本の経済学者、作家。慶應義塾大学名誉教授。

## 略歴
茨城県龍ケ崎市生まれ。1963年慶應義塾大学経済学部卒業、同大学院商学研究科博士課程満期退学、1977年「個人貯蓄の決定理論」で商学博士を取得。学部・大学院の指導教授は尾崎巌。1972年慶応義塾大学商学部助教授、1979年教授。2005年定年、名誉教授、尚美学園大学総合政策学部教授を務めた。1976年「個人貯蓄の決定理論」でエコノミスト賞受賞。専攻は、サービス経済学。筆名・原さとるでSF小説も書いた。

## 著書
- 『巨大都市と人口構造 その"集中"のエネルギー』毎日新聞社 1973
- 『小売市場の経済学 流通と消費の法則』日本経済新聞社 1975
- 『個人貯蓄の決定理論』東洋経済新報社 (実証経済学選書)1976
- 『商品と消費者の経済学』日本経済新聞社 1978
- 『サービス経済学入門』東洋経済新報社 1979
- 『生活様式の経済学 変化と定着のメカニズムを探る』日本経済新聞社 1981
- 『消費者の経済学』東洋経済新報社 (スタンダード経済学シリーズ)　1983
- 『コスト感覚入門』筑摩書房 ちくまセミナー 1983　「コスト感覚 現代経済入門」ちくま文庫
- 『消費者はいま何を求めているか』東洋経済新報社 1985
- 『ネコ人間の時代』毎日新聞社 1986
- 『「豊かさ」人間の時代』1989 講談社現代新書
- 『ポスト大企業体制 サービス分業化が経済を変える』1990 (講談社現代新書)
- 『豊かな人間の経済学』日本放送出版協会 (NHK市民大学)　1990
- 『「ブランド」を解読する 日本人のライフスタイルと商品選好の構図 現代社会のキーワード』PHP研究所 1992
- 『サービス・エコノミー』東洋経済新報社 1992
- 『フロー化社会のライフスタイル 経済学からの人間観察』中央経済社 1994
- 『愛は経済社会を変える』東洋経済新報社 1995
- 『時間支配の時代 人はなぜ時間にこだわるのか』同文書院 1995
- 『多選択肢社会を解読する 「選ぶ時代」の人間学』東洋経済新報社 1996
- 『生活の経済学』東洋経済新報社 (スタンダード経済学シリーズ)　1998
- 『400年ぶりに日本を変える企業革命』東洋経済新報社 2001
- 『「才人」企業だけが生き残る』2001 ちくま新書
- 『日本はなぜ停滞してしまったのか 日本経済がよみがえる条件』中央経済社 2005
- 『入門経済学』東洋経済新報社 2005
- 『見栄の商品学 ああ、ほめられたい』日経BP社 2006
- 『人の心を見抜いて成功する法 ヒット商品を生む考え方と行動』テーミス 2012

### 共著
- 『日本の組織 戦略と形態 第9巻　多様性に挑むプロジェクト集団 サービスとニュービジネスの組織』岡田康司ほか]共著 第一法規出版 1988
- 『経済学入門 現実の経済を理解するために』牧厚志,桜本光,辻村和佑共著 日本評論社 2003

### 原さとる名義
- 『地底元年』毎日新聞社 1978
- 『崩落』毎日新聞社 1980
- 『海舟未来を行く』毎日新聞社 1980

## 論文
- <井原哲夫